# Primulina poilanei
Primulina poilanei là một loài thực vật có hoa trong họ Tai voi (Gesneriaceae). Loài này có ở miền trung Việt Nam; được François Pellegrin mô tả khoa học đầu tiên năm 1926 dưới danh pháp Chirita poilanei. Năm 2011, Mich.Möller & A.Weber chuyển nó sang chi Primulina.